# 미로슬라브 프리바니치
미로슬라브 프리바니치(크로아티아어: Miroslav Pribanić, 세르비아어: Мирослав Прибанић, 1946년 6월 22일~)는 크로아티아의 핸드볼인으로 선수 시절 포지션은 라이트윙이었다. 유고슬라비아의 핸드볼 국가대표로 활동하며 1972년 하계 올림픽 핸드볼 종목에서 금메달을 획득했다.

## 구단 경력
벨로바르에서 태어난 프리바니치는 파르티잔 벨로바르 소속으로 500경기 이상 뛰었다. 1967년, 1968년, 1970년, 1971년, 1972년, 1977년에 유고슬라비아 리그에서 우승했고 1968년과 1976년에는 유고슬라비아컵에서 우승했다. 1971-72년 유러피언컵 당시에는 결승에서 서독의 VfL 구머스바흐를 19-14로 꺾고 우승을 차지했다. 1972-73 시즌 유러피언컵 대회에서는 소련의 MAI 모스크바에게 23-26으로 패하며 준우승을 차지했다.

## 국가대표팀 경력
유고슬라비아 국가대표팀 선수로 활동했으며 1967년 세계 선수권 대회에서 7위에 올랐다. 이후 1970년 세계 선수권 대회에서는 동메달을 획득했다. 1972년 뮌헨에서 열린 1972년 하계 올림픽에서 6경기 출전, 12골 기록하면서 올림픽 금메달을 획득했다. 1975년에는 알제에서 열린 1975년 지중해 게임에서 금메달을 획득했다. 그는 유고슬라비아 국가대표로 128번의 국제 경기에 출전하여 273골을 넣었다.